# Noël Auricoste
François-Noël Auriscote est un homme politique français né le 25 décembre 1844 à Ussel (Lot) et décédé le 4 octobre 1909 à Marvejols (Lozère).

## Biographie
François-Noël Auriscote  est issu d'une famille d'agriculteurs.
Il fait ses études à l'École normale de Cluny, en sort en 1868 et est professeur de sciences naturelles de 1868 à 1878. Il devient ensuite chef de division à la préfecture de la Lozère. Conseiller général du canton de Marvejols en 1893, il quitte son poste à la préfecture et se consacre à son mandat et à la direction du journal « le Moniteur de la Lozère ».
Il se présente aux élections législatives du 20 août 1893 et est élu au 1er tour de scrutin avec une petite majorité de 45 voix : 5 336 voix pour lui, contre 5 291 pour le conservateur Frédéric Grousset sortant. Pendant ce mandat, il participe notamment à la décentralisation de l'enseignement primaire (1895), au personnel des bureaux de préfectures (1895 et 1896), à la création d'écoles pratiques d'agriculture et de viticulture (1895), au déclassement des routes nationales (1895), aux fermes-écoles (1895 et 1896), à la réfection du cadastre (1896) et au personnel de l'enseignement agricole (1896). Il participe activement à différentes discussions et est membre de diverses commissions. Il fait publier certains de ses discours et rapports, en particulier sur la nomination des instituteurs, les services de voirie, la création d'un service de topographie, et le cadastre. 

### Battu en 1898
Lors des élections générales du 8 mai 1898, ses 3 434 voix sont battues par les 6 553 voix du marquis Pierre de Chambrun. Il est nommé conseiller de préfecture de son département d'origine, mais n'a pas le temps de rejoindre son poste : Paul Doumer, revenant d'Indochine, lui confie l'office des colonies nouvellement créé à Paris ; Auriscote en est le premier directeur. Il organise cette institution avec soin, ce qui lui vaut la Légion d'Honneur (grade de Chevalier),.
Il préside le comité d'organisation métropolitain chargé de la représentation de la France à l'exposition d'Hanoï en 1903 (en).
Il est membre des Amis de l'éléphant au 1er décembre 1906.